# جوزيف فيفيان ويلسون
جوزيف فيفيان ويلسون (بالإنجليزية: Joseph Vivian Wilson)‏ هو دبلوماسي نيوزيلندي، ولد في 1894، وتوفي في 1977.